# Segway

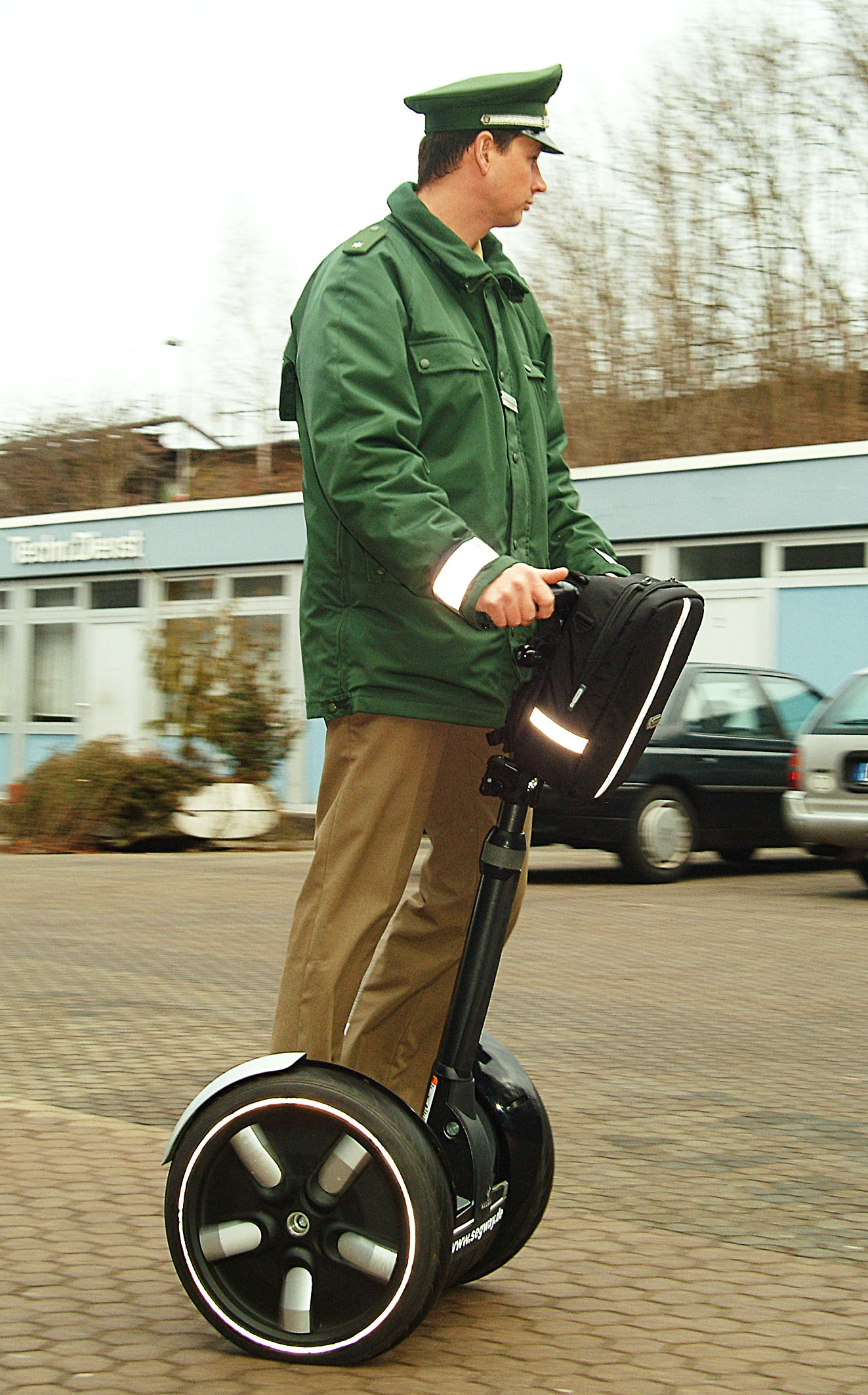
Niemiecki policjant podczas próby pojazdu segway

Segway HT (czyli Segway Human Transporter; od drugiej generacji nazywa się Segway Personal Transporter – Segway PT) – urządzenie transportu osobistego, dwuśladowy, dwukołowy, jednoosobowy pojazd elektryczny, zasilany z wbudowanych akumulatorów, kontrolowany przez komputer pokładowy, który jest odpowiedzialny za utrzymanie równowagi. Pojazd może rozwijać prędkość do 20 km/h (model P do 16 km/h).
Segwayem kieruje się przez przechylenie tułowia kierowcy w odpowiednią stronę. Powoduje to zachwianie stanu równowagi. Komputer dążąc do jej przywrócenia, przesuwa pojazd tak, żeby zapobiec jego wywróceniu. Skutkiem jest ruch segwaya w danym kierunku. Do wykrywania pozycji pionowej pojazdu wykorzystany jest efekt żyroskopowy. Utrzymanie stabilności jest powiązane z klasycznym problemem teorii sterowania, tzw. problemem odwróconego wahadła.
Segway HT został skonstruowany przez Deana Kamena i jest obecnie produkowany przez firmę Segway Inc. z siedzibą w Bedford (New Hampshire) w USA.
Początkowo segway miał nazywać się Ginger. W 2002 roku został zaprezentowany publicznie. Wcześniej widziały go tylko powszechnie znane osobistości ze świata biznesu i wiodących technologii.
Producent urządzenia liczył, że wytwarzany przez niego pojazd stanie się popularny na całym świecie i będzie sprzedawany w milionach sztuk. Tak się jednak nie stało. W ciągu dziesięciu lat produkcji sprzedano ich zaledwie ok. 50 tysięcy sztuk. Przyczyną okazała się wysoka cena segwayów wynosząca ok. 33 tysiące złotych za jedno urządzenie.

## Uregulowania prawne w Polsce
Od 20 maja 2021 r. korzystanie z urządzeń transportu osobistego (do których zalicza się segwaye) zostało uregulowane przez Prawo o ruchu drogowym (art. 33b-33d). Kierujący urządzeniem transportu osobistego jest obowiązany korzystać z drogi dla rowerów, jednak jeśli jej nie ma, może też poruszać się po chodniku, jadąc z prędkością zbliżoną do prędkości pieszego.

## Segway i niepełnosprawność
Segway HT został opracowany przed wózkiem medycznym o nazwie iBOT i był pomyślany głównie dla osób sprawnych. Mimo to segwaya jako środka transportu używają osoby z niepełnosprawnością ruchową. Segway IT jest tańszy niż iBOT. Możliwe jest dodanie siedzenia (Seagseat).

## Modele
- Seria „P” – model P-133

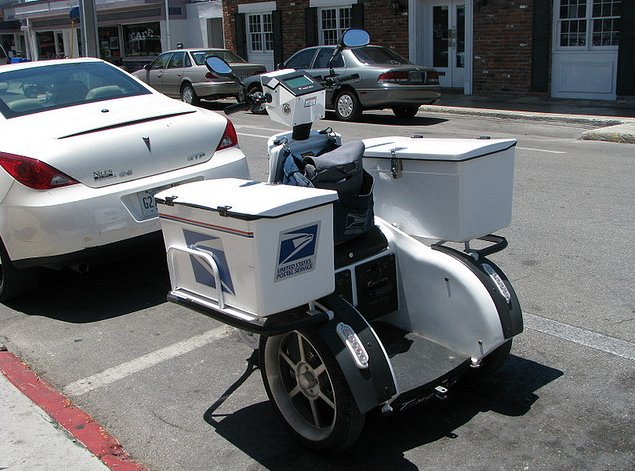
Segway PT

- Model XT (Cross-Terrain Transporter)
- Model GT
- Seria „I”

## Dane techniczne

### Segway HT
- Maksymalna prędkość: 20 km/h

Segway HT jest prawie 3 razy szybszy niż idący człowiek.
- Zasięg: do 28 km (brak wiatru, płaski teren); ok. 17 km w normalnych warunkach
- Promień skrętu: 0 m. Ze względu na zdolność kół pojazdu do obrotów w przeciwnych kierunkach, segway HT może wykonać obrót w miejscu.
- Ładunek: pasażer – 110 kg, bagaż – 34 kg
- Wymiary platformy: 48 × 63,5 cm
- Wysokość platformy: 20 cm. Segway HT został zaprojektowany tak, aby zajmował niewiele więcej miejsca niż przeciętny człowiek.
- Waga: 38 kg (najnowsze modele do 52 kg)

### Segway i2
- Maksymalna prędkość: 20 km/h
- Zasięg: do 38 km (brak wiatru, płaski teren);
- Waga: 47,7 kg
- Wysokość platformy: 20 cm
- Opony: 48 cm
- Wymiary: 48 × 63 cm